# Quattro formaggi-pizza
Quattro formaggi-pizza (pizza fyra ostar) är en pizzasort från det italienska köket som toppats med en kombination av fyra sorters ostar som smälts samman med eller utan tomatsås. Pizzan är populär i pizzans hemland Italien men också runt om i hela världen. Den är vanligt förekommande på pizzeriornas menyer.